# Chelidonium (kevers)
Chelidonium is een kevergeslacht uit de familie van de boktorren (Cerambycidae). De wetenschappelijke naam van het geslacht werd voor het eerst geldig gepubliceerd in 1864 door Thomson.

## Soorten
Chelidonium omvat de volgende soorten:
- Chelidonium argentatum (Dalman, 1817)
- Chelidonium binotaticolle Pic, 1937
- Chelidonium binotatum (Brongniart, 1891)
- Chelidonium buddleiae Gressitt & Rondon, 1970
- Chelidonium cinctum (Guérin-Méneville, 1844)
- Chelidonium citri Gressitt, 1942
- Chelidonium coeruleum Gressitt & Rondon, 1970
- Chelidonium cyaneipes Pic, 1946
- Chelidonium cyaneum Pic, 1925
- Chelidonium flavovirens Gressitt & Rondon, 1970
- Chelidonium herteli Podaný, 1974
- Chelidonium impressicolle Plavilstshikov, 1934
- Chelidonium instrigosum Pic, 1937
- Chelidonium jeanvoinei Pic, 1937
- Chelidonium nepalense Hayashi, 1976
- Chelidonium obscurum Hayashi, 1982
- Chelidonium pedestre (Pascoe, 1869)
- Chelidonium purpureipes Gressitt, 1939
- Chelidonium russoi Tippmann, 1955
- Chelidonium semivenereum Hayashi, 1984
- Chelidonium sifanicum Plavilstshikov, 1934
- Chelidonium venereum Thomson, 1865
- Chelidonium violaceimembris Gressitt & Rondon, 1970
- Chelidonium zaitzevi Plavilstshikov, 1933